# Natalia Lapitskaïa
Natalia Iourievna Lapitskaïa (en russe : Наталья Юрьевна Цыганкова), née Natalia Tsigankova  (en russe : Наталья Цыганкова le 12 août 1962 à Berdiansk (aujourd'hui en Ukraine), est une ancienne handballeuse internationale soviétique puis russe. Elle s'est mariée avec l'escrimeur Vladimir Lapitsky.
Elle est notamment championne du monde en 1982 et 1986 et médaillée de bronze aux Jeux olympiques de 1988.

## Palmarès

### En équipe nationale
- Médaille d'or au Championnat du monde 1982,  Hongrie
- Médaille d'or au Championnat du monde 1986,  Pays-Bas
- Médaille de bronze aux Jeux olympiques de 1988 à Séoul,  Corée du Sud
- Médaille d'or au Championnat du monde junior 1981

### En club
Compétitions internationales
- vainqueur de la Coupe des Coupes (1) : 1990

Compétitions nationales
- vainqueur du Championnat d'URSS (1) : 1990
- vainqueur du Championnat de Yougoslavie (1) : 1992
- Vainqueur du Championnat de RF Yougoslavie (7) : 1993, 1994, 1995, 1996, 1997, 1998, 1999
- Vainqueur de la Coupe de RF Yougoslavie (4) : 1995, 1996, 1997, 1998

## Distinctions individuelles
- nommée dans l'équipe-type du Championnat du monde 1982
- nommée dans l'équipe-type des Jeux olympiques 1988